# Laura Sito
Laura Soares Sito Silveira (Porto Alegre, 29 de novembro de 1991), mais conhecida como Laura Sito, é uma jornalista e política brasileira filiada ao Partido dos Trabalhadores (PT).

## Biografia
Laura Sito nasceu em Porto Alegre e é filha de mãe solo, tendo sido criada com o apoio dos avós. É jornalista formada pela Universidade Federal do Rio Grande do Sul (UFRGS). Sua trajetória na militância política iniciou-se aos 13 anos, influenciada por sua irmã Luanda Rejane Soares Sito, no Movimento Negro, participando ativamente do movimento pela implementação de cotas na UFRGS. Ela destaca que sua própria experiência de ingresso na universidade por meio das cotas é uma prova de como as políticas públicas podem transformar trajetórias.
Durante o ensino secundarista, presidiu o Grêmio Estudantil do Colégio Estadual Júlio de Castilhos, onde se destacou como uma das lideranças das manifestações conhecidas como "Fora Yeda", que ocorriam em frente à instituição. Nesse período, filiou-se ao Partido dos Trabalhadores, consolidando-se como uma das principais lideranças da Juventude do PT (JPT) em âmbito nacional.
Posteriormente, foi diretora de Direitos Humanos da União Nacional dos Estudantes (UNE), acompanhando a implementação da Lei de Cotas nas universidades públicas brasileiras. Ao concluir sua gestão na UNE, foi indicada para a Direção Nacional do Partido dos Trabalhadores.

## Carreira política
Atualmente, Laura Sito exerce o mandato de deputada estadual na Assembleia Legislativa do Rio Grande do Sul, sendo a parlamentar mais jovem da 56ª legislatura e a primeira mulher negra a ocupar uma cadeira na história da instituição.

### Vereadora de Porto Alegre
Em 2020, Laura Sito foi eleita vereadora de Porto Alegre, tornando-se a parlamentar mais jovem daquela legislatura na capital gaúcha. Durante seu mandato na Câmara Municipal de Porto Alegre, foi a primeira mulher negra a presidir uma sessão plenária da casa legislativa.
Apesar de atuar na oposição, conseguiu aprovar e sancionar propostas legislativas relevantes, como o Plano de Aquisição de Alimentos na cidade de Porto Alegre (PAA Municipal), promulgado em 2022, e a lei que institui, nas escolas municipais, o programa municipal de Enfrentamento e Prevenção à Violência Doméstica e Familiar e de Gênero contra a Mulher.
Ela é uma das fundadoras de uma rede de 13 cozinhas comunitárias em Porto Alegre e representante da Frente Parlamentar de Combate à Fome na América Latina e Caribe.

### Deputada estadual
Nas eleições estaduais de 2022, Laura Sito foi eleita deputada estadual pelo Partido dos Trabalhadores, conquistando uma cadeira na Assembleia Legislativa do Rio Grande do Sul para a 56ª legislatura com 36.705 votos.
Na Assembleia Legislativa, foi eleita a primeira presidenta negra da Comissão de Cidadania e Direitos Humanos para o biênio 2023-2024. Ganhou destaque nacional em março de 2023 ao intervir na questão do trabalho análogo à escravidão em vinícolas da Serra Gaúcha e, semanas depois, em plantações de arroz no município de Uruguaiana.